# Gaucho judío
Los gauchos judíos es el nombre que se les dio a los inmigrantes judíos que se instalaron en regiones fértiles de la Argentina, fundando «colonias agrícolas» similares a los kibutz existentes en Israel. El término fue inventado por el escritor Alberto Gerchunoff en su libro Los gauchos judíos (1910).

## Historia
Las primeras ocho familias judías llegaron a la Argentina en octubre de 1888. En agosto de 1889, comenzó la inmigración judía a la Argentina a través de la Jewish Colonization Association del Barón Mauricio de Hirsch que compró tierras donde miles de judíos provenientes de Rusia, Rumanía y otros lugares de la Europa oriental empezaron paulatinamente a vivir, trabajar y desarrollarse. La mayoría de estos inmigrantes eran de Podolia y Besarabia, en la Rusia imperial.
En el año 1891 se estableció la Colonia Mauricio, así denominada en honor del Barón Mauricio de Hirsch, que fue la primera colonia establecida en el país por la Jewish Colonization Association. Numerosas familias que arribaron al país en los vapores Tioko, Lissabon y Petrópolis, llegaron a las inmediaciones de la futura ciudad de Carlos Casares.
A comienzos del siglo XX, la Provincia de Entre Ríos llegó a tener cerca de 170 colonias judías; la actividad productiva se centraba en productos de granja, la industria quesera y lechera, la cría de ganado y los cultivos agrícolas.
Una de las primeras colonias judías fue Moïseville (hoy la Ciudad de Moisés Ville) en la Provincia de Santa Fe. Otra de las colonias es Colonia Lapin situada en la Provincia de Buenos Aires.
En el país comenzaron a desarrollarse las cooperativas agrícolas, que dieron gran impulso a las colonias judías, que adelantaban dinero a los colonos, les proporcionaban semillas, herramientas y artículos a precios convenientes. Estos vendían en común los productos de la tierra. Con el producto de sus ganancias mantenían hospitales, bibliotecas, cementerios y centros culturales tanto para su comunidad como para toda la población.
También se instalaron colonias en la Provincia de Santiago del Estero y la Provincia de La Pampa.
El dramaturgo Peretz Hirshbein participó en este movimiento.

## Literatura
El novelista, periodista y profesor universitario Alberto Gerchunoff describe en su novela Los gauchos judíos la visión de la utopía agraria de los colonos judíos en los campos argentinos. Esta singular experiencia agrícola se desarrolla en esa tierra utópica, ese otro lugar donde era posible empezar una vida nueva. Para ellos, las pampas argentinas eran ese otro lugar, era como la Tierra Prometida.
De niño Gerchunoff había escuchado de boca de su padre, un judío de tradición rabínica antes de inmigrar, acerca de esa nueva tierra de promesas, cuando éste le anticipa que iban a ser agricultores y trabajarían la tierra «como los antiguos judíos de la Biblia». 
Entre las muchas novelas y ensayos que escribió sobre la vida de los judíos en Latinoamérica se destaca Los gauchos judíos (1910), compuesta en homenaje al centenario de la Revolución de Mayo, donde recoge estampas y relatos de la inmigración judía en la Argentina inspirados en sus recuerdos de niñez y adolescencia.